# Манастир Бршљанац
Манастир Бршљанац је манастир митрополије загребачко-љубљанске Српске православне цркве.

## Прошлост
Првобитно је био саграђен између села Бршљанице, Кутинице, Подгарића и Малог Прокопа, на Мославачкој гори. Некада се звао Кутина или Кутиница по селима Крајишка и Паорска Кутиница или Гарјевица по планини у којој се налазио.
На садашње место манастир је пресељен четрдесетих година 18. века, и од тада се назива Бршљанца.
Године 1690. предвођени генералом Капаром велики број Срба је дошавши из јужних крајева населио Мославинску гору. 1715. године појављује се у овом крају монах Гаврило Поповић који сам у планини између две Кутинице поче градити мали манастир од дрвета на земљишту грофа Ердели. Цркву је посветио Светом Ђурђу. Не признавајући јурисдикцију тадашњег марчанског унијатског епископа, Гаврило се обратио карловачком митрополиту Викентију Јовановићу, који му је 4. децембра 1719. године дао грамату на парохију при цркви Св. Ђурђа са селима Миклеушка, Селиште, Ступовача, Вуковје, Чаире, Бршљаница, Дишник, Поповац, Подгорје, Пашијан и Кутина.
У манастиру је 1724. године отворена школа за око тридесеторо српске деце.
Манастир се сели 1741. године на планину Гарјевица, између села Подгарића и Мале Бршљанице. 1745. године се на том месту оснива манастир и гради нова црква посвећена Светом Николи Када је манастир био саграђен Гаврило је умро а на његовом месту наследио га је Василије Полимац.
Иконостас је израђен 1773. године. Израдио га је молер Лазар који је касније био и у манастиру Пакри и тамо помагао Василију Остојићу на изради иконостаса. По завршетку иконостаса, умро је и други оснивач манастира духовник Василије Полимац 29. децембра 1773. године.
Манастиру је 1776. године узета и парохија и припојена бршљаничкој парохији.
Манастир Бршљанац припојен је 1779. године манастиру Лепавини и отада је опустио, служило се само о храмовним славама.
Године 1840. срушена је црква манастира Бршљанац, последња преживела грађевина. Преостали камен узидан је у данашњу цркву-капелицу у Бршљаници у којој се налази и манастирска часна трпеза, иконостас и неке иконе, утвари и књиге.
На манастирском црквишту подигнута је капелица, а после рата 1995. године обновљена је и служи се повремено.